# Muhammad Shah (Brunei)
Pour les articles homonymes, voir Muhammad Shah.
Muhammad Shah est le premier sultan de Brunei. Il règne de 1368 à sa mort en 1402.